# Jannis Moras
Jannis Moras, řecky Γιάννης Μόρας (* 23. července 1991 Brno) je zpěvák, kytarista, hudební skladatel a textař řeckého původu. Je také frontman kapely Moras.

## Biografie
Svoje první hudební kroky udělal na Základní umělecké škole Vítězslavy Kaprálové v Brně, kde navštěvoval hodiny zobcové a altové flétny a zpěvu. Jeho snem však bylo v té době stát se fotbalistou.
V roce 2003 při letní dovolené v Řecku na Peloponésu navštívil se svým otcem a bratrem Alexisem koncert významného řeckého zpěváka Jannise Kotsirase. Tato zkušenost se do něj vryla tak zásadním způsobem, že ji lze považovat za impuls k další Jannisově hudební činnosti. Donekonečna poslouchal Kotsirasova alba a sledoval každý jeho krok.
V lednu 2006 mu otec daroval první kytaru. Jannis pouze na základě několika základních rad svých přátel začal zkoušet, co tento nástroj obnáší. Hledal akordy, aby mohl hrát Kotsirasovy písně. Jeho snem se postupně stalo, být zpěvákem. Nesmírnou láskou k řecké hudbě, kterou mu odmalička vštěpil otec a kterou v něm prohluboval zájem o Kotsirasovo dílo, pílí a takřka až posedlostí novým snem se Jannis pomalu zlepšoval ve hře na kytaru i ve zpěvu. Nutno podotknout, že v obém jako samouk.
Na jaře téhož roku založili s otcem a dalšími přáteli kapelu I Parea, se kterou hráli tradiční a lidovou řeckou hudbu. Kapela za zhruba 2 roky existence vystoupila jen jednou.
Po oficiálním rozpuštění skupiny se Jannis se svým otcem Trifonem Morasem rozhodli pokračovat v komorním formě. Ve složení zpěv - kytara a zpěv - buzuki hrávali především v řeckých tavernách a na menších soukromých akcích spojených s řeckou kulturou. Těmito vystoupeními Jannis získával první zkušenosti s veřejným hraním. Tu a tam již prokládal program písněmi ze současné řecké produkce, především písněmi zmiňovaného Jannise Kotsirase.
Po přibližně 3 a půl letech tohoto modelu se ke zbytku rodiny přidali bratři Alexis a Markos. Od léta roku 2010 tedy začala nová I Parea zkoušet, aby mohla na podzim téhož roku poprvé vystoupit na tradiční řeckém večeru v brněnském Semilasse. Ohlas byl ohromný, na akci přišla tehdy spousta lidí právě proto, aby se podívali, jak zbrusu nová řecká kapela vypadá. Ani ne třináctiletý Markos se navíc stal zřejmě nejmladším hráčem, který kdy na řeckém večeru na území České republiky vystoupil.
Během téhož podzimu a následně jara 2011 kapela sbírala zkušenosti hraním v řeckých tavernách především v Brně, ale už i mimo něj. Podzim roku 2011 ovšem znamenal přelom v tom smyslu, že se takříkajíc roztrhl pytel s nabídkami na hraní na řeckých večerech takřka ve všech městech, kde sídlí řecké obce. Šumperk, Karviná, Třinec, Krnov, to byla města, která I Parea od té doby pravidelně navštěvovala. V dalších letech pak přibyly ještě Ostrava, Praha a Bohumín. Kromě veřejných akcí, pořádaných řeckými obcemi kapela hojně hrávala na různých typech soukromých akcí jako například narozeniny, svatby či oslavy řeckých Velikonoc.
Celá tato narůstající éra skončila s úderem roku 2017, kdy na Silvestra roku 2016 kapela odehrála svůj poslední večer na oslavě příchodu nového roku v Karviné.